# Frankfurt-Bahnhofsviertel
Bahnhofsviertel is een stadsdeel van Frankfurt am Main. Het stadsdeel ligt in het centrum van Frankfurt, nabij het Hauptbahnhof (Centraal Station). Aan de westkant van de buurt ligt het centraal station waar de buurt naar vernoemd is. Aan de oostkant wordt het begrensd door de Taunusanlage, aan de noordkant door de Mainzer Landstraße, aan de zuidkant door de Main.
De buurt wordt ruwweg van oost naar west doorsneden door de Kaiserstraße, een straat met veel winkels, cafés en restaurants. Ten noorden van de Kaiserstraße ligt de rosse buurt, waar ook veel nachtclubs en casino's zijn gevestigd. Ten zuiden van de Kaiserstraße bevinden zich veel betere hotels en appartementen en de Mainoever. In de hele buurt bevinden zich veel restaurants en oriëntaalse en Afrikaanse winkels. Men kan stellen dat van noord naar zuid (van de Mainzer Landstraße tot de Mainoever) het aanzien van het stadsdeel toeneemt, en de overlast afneemt.
In de Niddastraße bevindt zich een gedoogzone voor drugsgebruik. Hier zijn ook hulpverleners aanwezig. Drugsverslaafden bevinden zich er in groten getale, en de Niddastraße heeft hierdoor onder buitenlanders de bijnaam 'Needlestraße' gekregen.

## Rosse buurt
In het Bahnhofsviertel, tussen de Kaiserstraße en de Mainzer Landstraße, - zijn twaalf ‘inloop-bordelen’ (Laufhaus genaamd) of ‘eros centers’ gevestigd, in straten zoals Taunusstraße en Elbestraße. Flatgebouwen, waarin prostituees een kamer hebben gehuurd, en waar klanten (gratis) door de gangen kunnen lopen, en eventueel gebruik kunnen maken van de aangeboden diensten.
In dezelfde buurt wordt ook veel straatprostitutie bedreven. De prostituees hangen hier vooral op de straathoeken en in de Kaiserstraße rond en worden er geassocieerd met overlast. Ook een bron van overlast zijn de vele drugsverslaafden en bedelaars, en de proppers van verschillende in de buurt gevestigde bars en nachtclubs die voorbijgangers opdringerig benaderen. Verder komt het ook wel eens tot confrontaties tussen verschillende personen of groepen. Dit is niet alleen een bron van frustratie voor voorbijgangers en omwonenden, maar ook voor de lokale middenstand wiens klanten worden weggejaagd.
De politie is dan ook regelmatig prominent aanwezig om dit in te dammen.
|  |  |

Altstadt · Bahnhofsviertel · Bergen-Enkheim · Berkersheim · Bockenheim · Bonames · Bornheim · Dornbusch · Eckenheim · Eschersheim · Fechenheim · Flughafen · Frankfurter Berg · Gallus · Ginnheim · Griesheim · Gutleutviertel · Harheim · Hausen · Heddernheim · Höchst · Innenstadt · Kalbach-Riedberg · Nied · Nieder-Erlenbach · Nieder-Eschbach · Niederrad ·  Niederursel · Nordend · Oberrad · Ostend · Praunheim · Preungesheim · Riederwald · Rödelheim · Sachsenhausen · Schwanheim · Seckbach · Sindlingen · Sossenheim · Unterliederbach · Westend · Zeilsheim